# Разширено сравнение
Разширено сравнение е вид сравнение, при което се съпоставят подробно образи или действия. В литературознанието е познато още като омировско сравнение, тъй като е типично за Омир. Разширеното сравнение е много по-картинно от обикновеното, но се среща значително по-рядко, защото отвлича вниманието на читателя от основната нишка на разказа.
Пример:
Както два вола възчерни, със сила напълно еднаква,
крепко сглобеното рало из нивата влачат усърдно;
с пот изобилна край корена як на рогата облени,
лъскав и гладък ярем ги разделя единствен в браздата,
дружно която прокарват до края на тучната нива —
също тъй близко стояха юначните двама Аякси.